# Grb Zete
Grb Zete je iz doba Đurađa Crnojevića i Crnojevića države iz 15. stoljeća
Heraldički se nastavlja na nasljeđe Balšića i Zete, starocrnogorske države iz 14. stoljeća. 
Grb je modificiran pridodatim zlatnim krugom u kojem je zvijezda. Unutar crvenog štita je zlatni krug, a u njemu crvena šestokraka zvijezda. Zlatni krug simbolizira velikodušnost i zaštitu a crvena šestokraka zvijezda je simbol Marsa, boga rata.